# Monastero di Gröningen
Il monastero di Gröningen (in tedesco Kloster Gröningen) era un monastero benedettino, situato a ovest di Gröningen nell'attuale Sassonia-Anhalt, in Germania. La chiesa abbaziale fa parte del percorso panoramico della Strada Romanica.

## Storia
Il monastero fu fondato alla morte del re Enrico l'Uccellatore nel 936 dal conte sassone Sigfrido di Merseburgo, fratello del margravio Gero I il Grande, e dalla sua seconda moglie Guthia (Jutta) nella loro residenza sul fiume Bode. I suoi primi monaci furono inviati da Volkmar I, abate di Corvey, di cui Gröningen era un priorato. Fu investito di estese proprietà nell'Harzgau sassone, che in seguito divenne parte del principato vescovile di Halberstadt. Dopo che l'ultimo prevosto cattolico si ritirò dalla sua carica nel 1542, il priorato fu sciolto nel corso della Riforma protestante. I monaci riportarono le reliquie a Corvey, le terre di Gröningen furono prese in affitto e gran parte del complesso del monastero fu demolito.

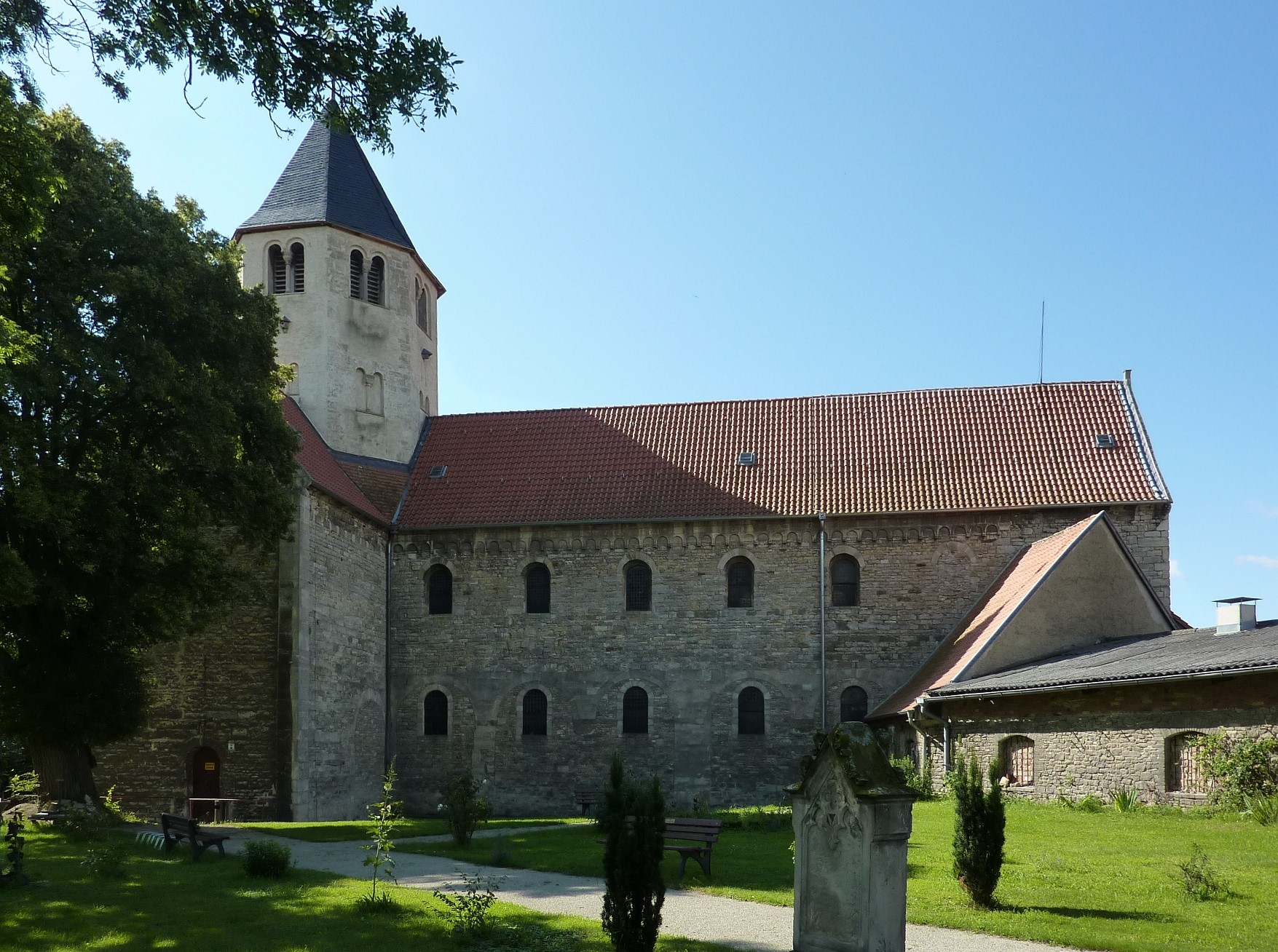
Chiesa abbaziale di san Vito

Un edificio di particolare interesse è la chiesa conventuale conservata dedicata a san Vito. La chiesa fu dedicata al giorno di San Vito nel 940 dall'abate Volkmar di Corvey e dal 1070 circa ricostruito nello stile dell'abbazia di Hirsau come una basilica romanica con tre navate e una serie di elementi di interesse architettonico. Di particolare nota è la singolare crociera ottagonale, simile all'architettura armena, e il rilievo di Cristo Pantocratore su una balaustra del XII secolo, una copia dell'originale è conservata nella collezione di sculture del Bode-Museum di Berlino.
Nel monastero nacque nel 1599 Cristiano di Brunswick.